# Chipping
Chipping is een civil parish in het bestuurlijke gebied Ribble Valley, in het Engelse graafschap Lancashire met 1043 inwoners.